# 1704

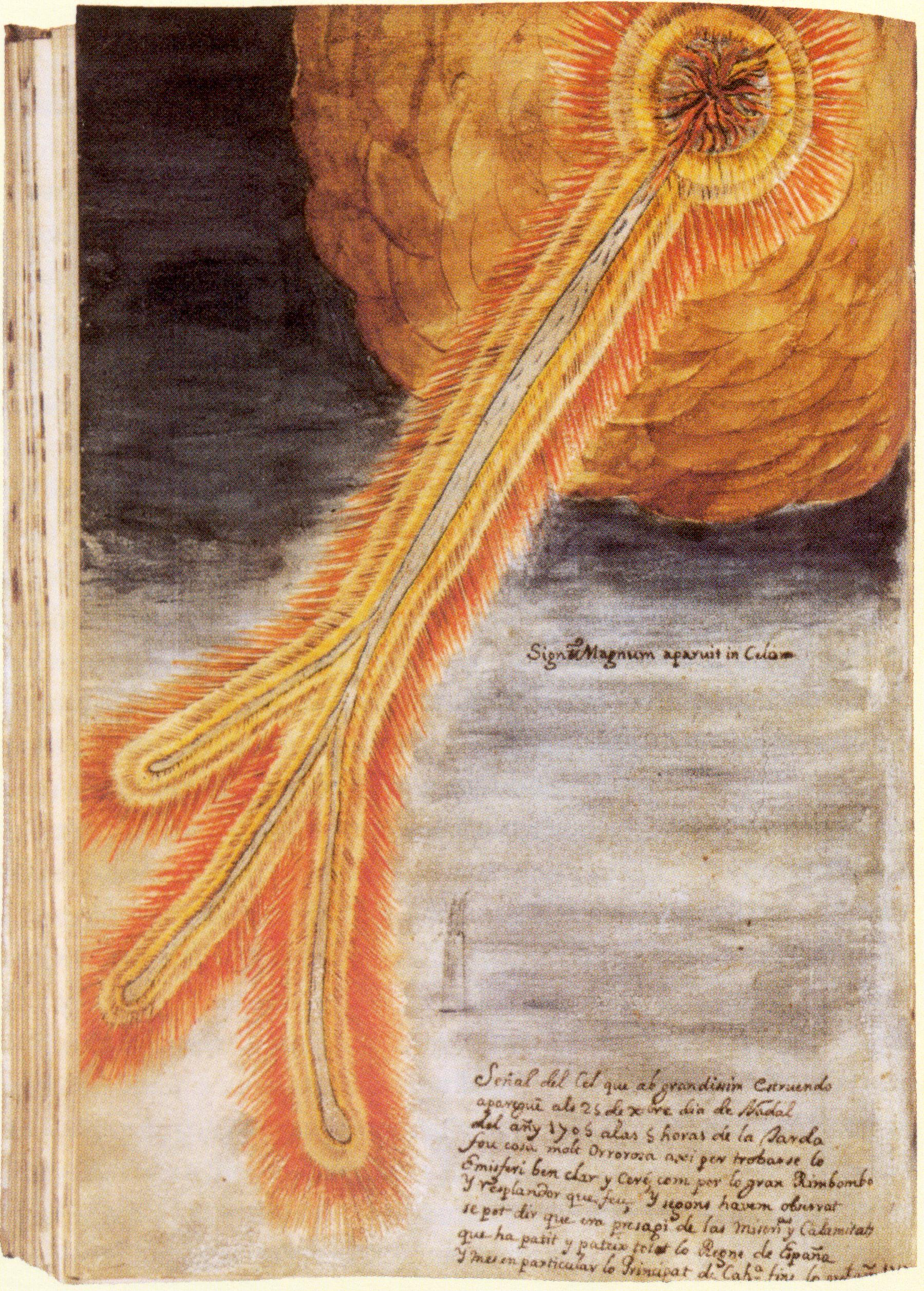
Il·lustració del meteorit caigut prop de Catalunya el 25 de desembre de 1704. Recollit a la Miscel·lània Científica de Josep Bolló

## Esdeveniments
- 4 de maig - Lisboa (Portugal): hi desembarca l'arxiduc Carles d'Àustria, amb la qual cosa comença la Guerra de Successió.
- 1 d'agost: en el marc de la Guerra de Successió, el contraalmirall Rooke i la seva esquadra angloholandesa inicien el setge de Gibraltar.[1]
- 24 d'agost - Vélez-Màlaga (Província de Màlaga): Victòria dels austriacistes en la Batalla naval de Vélez-Màlaga durant la Guerra de Successió Espanyola.
- 30 d'agost - Narva - Frederic August I de Saxònia, encapçalant una facció de la Confederació de Polònia i Lituània signa el tractat d'aliança amb Rússia i l'electorat de Saxònia durant la Gran Guerra del Nord per anar contra Suècia en el Tractat de Narva.
- 30 d'agost - Varsòvia (Polònia): l'Imperi Suec signa un pacte de pau i aliança amb la facció de la Confederació de Polònia i Lituània fidel a Estanislau I de Polònia en el Tractat de Varsòvia de 1705 durant la Gran Guerra del Nord.
- 25 de desembre - Terrassaː Cau un meteorit a Catalunya del que se'n recuperen alguns trossos a Terrassa.[2]
- The Boston News-Letter, primer diari americà
- Opticks, d'Isaac Newton
- Condemna del Papa dels ritus xinesos
- S'inicia la construcció de l'església de Santa Creu de Cabrils

## Naixements
Països Catalans
Món
- 29 de desembre - St. Thomas Parish, Carolina del Sud: Martha Daniell Logan, botànica i recol·lectora nord-americana (m. 1779).[3]

## Necrològiques
Països Catalans
Món
- 24 de febrer - Marc-Antoine Charpentier, compositor francès (n. 1643)
- 25 de febrer - Novara, Piemont (actual Itàlia): Isabella Leonarda, compositora italiana del barroc (n. 1620).[4]
- 3 de maig - Salzburg, Arxiducat d'Àustria: Heinrich Biber, compositor i violinista austríac (n. 1644).[5]
- 30 de setembre -Zhili -actual Hubei, (Xina): Yan Yuan (en xinès 颜元; pinyin Yán Yuán) també anomenat Xizhai(en xinès 习斋; pinyin Xízhāi), erudit xinès, escriptor, historiador, filòsof i pedagog de la dinastia Qing (n. 1635).[6]
- 28 d'octubre - John Locke, filòsof anglès (n. 1632).[7]